# Joseph-Nicolas-Pancrace Royer

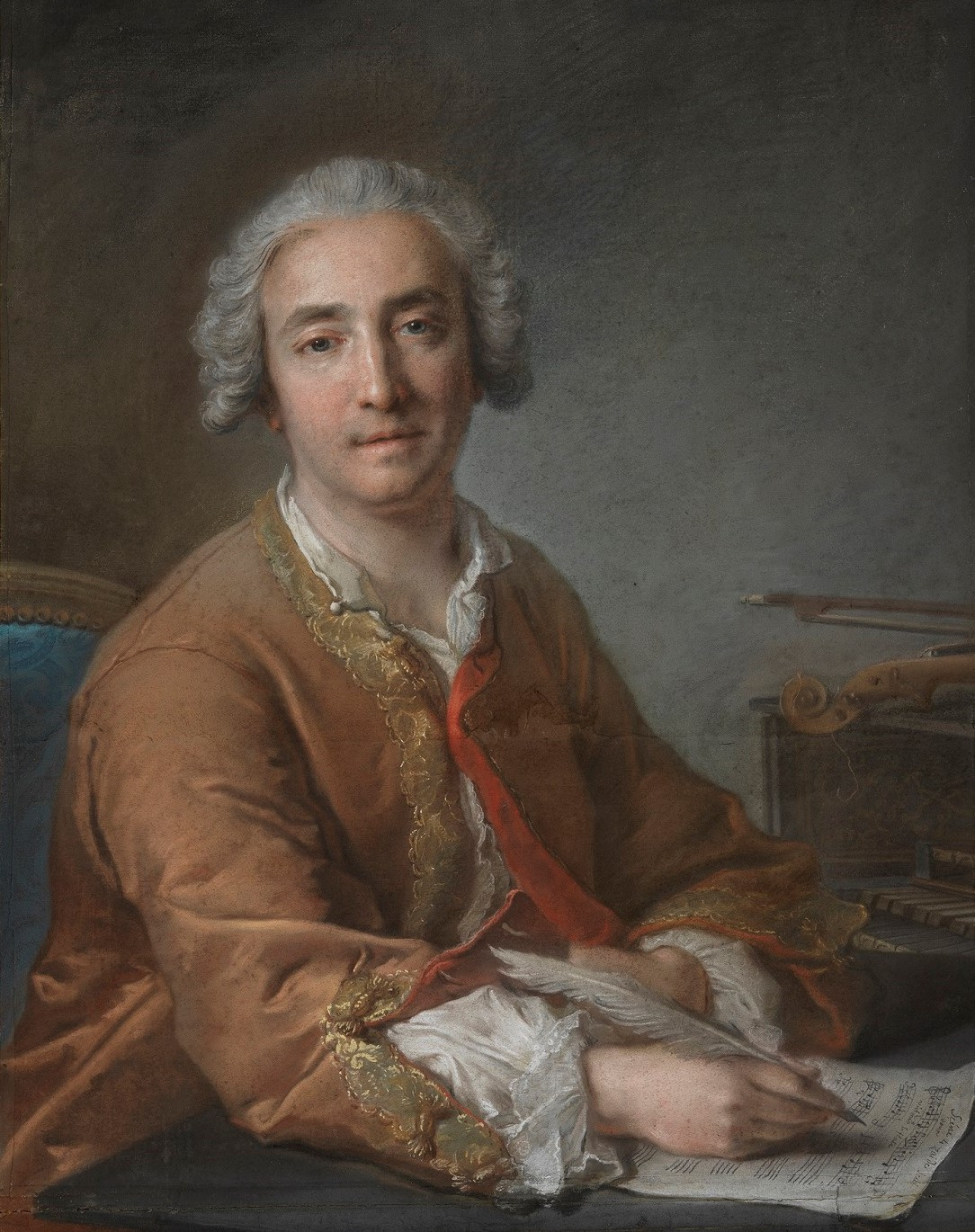
Royer, gemalt von Nattier (1750)

Joseph-Nicolas-Pancrace Royer (* 12. Mai 1703 in Turin; † 11. Januar 1755 in Paris) war ein französischer Komponist, Cembalist und Sänger.

## Leben
Joseph-Nicolas-Pancrace Royer, dessen Vater am Hof von Savoyen in Turin tätig war, erhielt bereits früh eine musikalische Ausbildung. 1725 zog er nach Paris und trat erstmals, mit der Vertonung einiger Komödien von Alexis Piron als Komponist in Erscheinung. 1734 teilte er sich zunächst mit Jean-Baptiste Matho (1663–1743) die Stelle als „Maître de musique des Enfants de France“, war also Musiklehrer der Kinder des Königs Ludwig XV., und wurde nach Mathos Tod alleiniger Inhaber dieser Stelle. 1753, kurz vor seinem Tod, wurde er Leiter der königlichen Kammermusik sowie Orchesterleiter der Pariser Oper. Ab 1748 hatte er gemeinsam mit Gabriel Capperan die Leitung der Concerts spirituels inne. In dieser Zeit wurde der Konzertsaal modernisiert und eine Orgel eingebaut.

## Werke
- 1746 veröffentlichte er seine „Pièces de Clavecin“, den königlichen Prinzessinnen gewidmet.
- 1750 Requiem aeternam von Jean Gilles, Überarbeitung durch Royer (Dezember 1750, Paris)

Bühnenwerke
- 1725 Le fâcheux veuvage, opéra-comique, Libretto: Alexis Piron
- 1726 Crédit est mort, opéra-comique, Libretto: Alexis Piron
- 1730 Pyrrhus, tragédie lyrique in 5 Akten und Prolog, Libretto: J. Fermelhuis (Oktober 1730, Académie royale de musique)
- 1739 Zaïde, reine de Grenade, ballet héroïque in 3 Akten, Libretto: La Marre  (September 1739, Opéra de Paris)
- 1743 Le pouvoir de l’Amour, ballet héroïque, Libretto: C. H. Le Fèvre de Saint-Marc (April 1743, Académie royale de musique)
- 1746 Ode à la Fortune, Libretto: Jean-Baptiste Rousseau (Dezember 1746, Paris, Concert spirituel)
- 1748 Almasis, opéra-ballet, Libretto: François-Augustin Paradis de Moncrif (Februar 1748, Versailles)
- 1750 Myrtil et Zélie, pastorale héroïque (Juni 1750, Versailles)
- 1751 Venite exultemus, motet pour baryton-basse, deux instruments et basse continue (Dezember 1751, Concert Spirituel)
- 1752 Prométhée et Pandore mit einem überarbeiten Libretto der Pandore von Voltaire. Uraufgeführt am 5. Oktober 1752 im Salon der Jeanne-Louise Constance d’Aumont, Marquise und spätere Duchesse de Villeroy (1731–1816).